# Jerzy Smyczyński

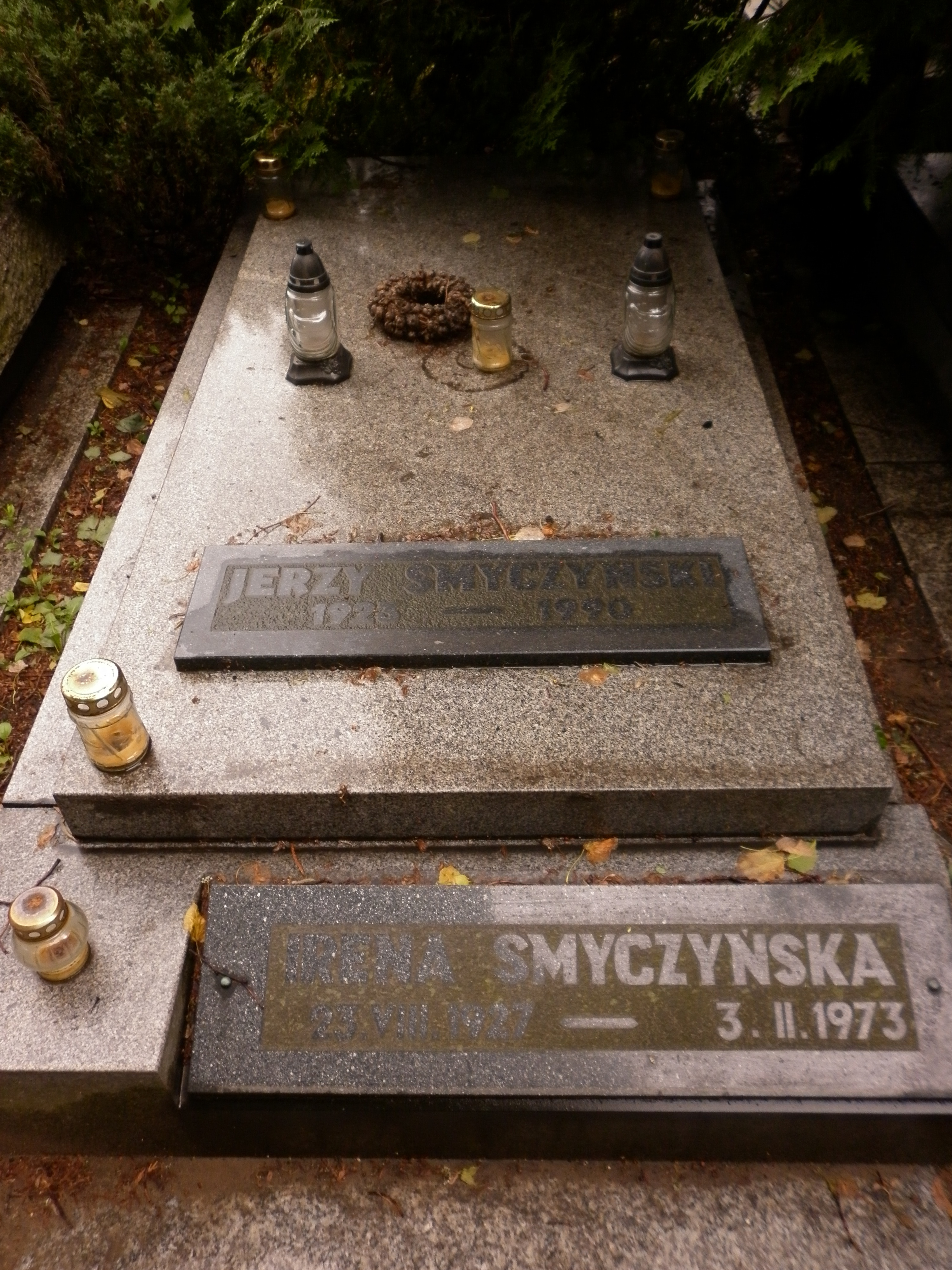
Grób Jerzego Smyczyńskiego na cmentarzu Wojskowym na Powązkach

Jerzy Smyczyński (ur. 4 sierpnia 1923 w Borowiczkach, zm. 5 lipca 1990) – polski polityk, poseł na Sejm PRL VII i VIII kadencji.

## Życiorys
Był synem Franciszka i Władysławy. Posiadał tytuł zawodowy inżyniera elektryka. Ukończył Politechnikę Śląską oraz w 1957 Politechnikę Warszawską.
W czasie II wojny światowej był więziony w Mauthausen-Gusen. 25 czerwca 1945 wstąpił do Związku Walki Młodych. 1 stycznia 1947 został członkiem Polskiej Partii Robotniczej, potem należał do Polskiej Zjednoczonej Partii Robotniczej. Od 1 lutego 1951 do 5 kwietnia 1952 był instruktorem Wydziału Przemysłu Ciężkiego Komitetu Centralnego PZPR. Od 1965 radny Stołecznej Rady Narodowej. W latach 1965–1981 działał w Komitecie Warszawskim partii (m.in. jako sekretarz oraz członek egzekutywy), a od 6 czerwca 1975 do 14 marca 1981 był I sekretarzem Komitetu Wojewódzkiego PZPR w Ostrołęce (kierował jednocześnie tamtejszą Wojewódzką Radą Narodową). Od 12 grudnia 1975 do 2 lipca 1981 był zastępcą członka KC PZPR. Wcześniej w latach 1971–1975 pozostawał podsekretarzem stanu w Ministerstwie Budownictwa i Przemysłu Materiałów Budowlanych.
W 1976 uzyskał mandat posła na Sejm PRL VII kadencji w okręgu Ostrołęka. Zasiadał w Komisji Budownictwa i Przemysłu Materiałów Budowlanych. W 1980 uzyskał reelekcję w tym samym okręgu. W Sejmie VIII kadencji zasiadał w tej samej komisji.
W czasie stanu wojennego został internowany wraz grupą byłych czołowych działaczy PZPR.
Pochowany na cmentarzu Wojskowym na Powązkach (kwatera A33-2-2).

## Odznaczenia
- Krzyż Komandorski Orderu Odrodzenia Polski (dwukrotnie)
- Krzyż Kawalerski Orderu Odrodzenia Polski
- Złoty Krzyż Zasługi (1954)[5]
- Medal 10-lecia Polski Ludowej (1955)[6]
- Medal 30-lecia Polski Ludowej (1974)
- Krzyż Oświęcimski (1985)[7]